# Nahuel Santana
Nahuel Santana Silva (Montevideo, 4 gennaio 1997) è un calciatore uruguaiano, centrocampista del Deutscher.

## Carriera
Cresciuto nel settore giovanile del Cerro, ha esordito in prima squadra il 16 ottobre 2019 disputando l'incontro di Primera División Profesional vinto 3-2 contro il River Plate (M).